# Plestiodon oshimensis
Plestiodon oshimensis (japanisch オオシマトカゲ, Ōshima-Tokage) ist eine Skinkart der Gattung Plestiodon, die auf einigen Inseln im Süden Japans verbreitet ist.

## Merkmale
Plestiodon oshimensis
(adultes Männchen)

Link zum Bild

Plestiodon oshimensis hat eine Gesamtlänge von 15 bis 30 cm, wobei insbesondere auf Tokunoshima größere Tiere leben. Jungtiere haben dorsal fünf weiße Längsstreifen sowie einen himmelblauen Schwanz. Der Schwanzansatz ist bei Jungtieren auf den Tokara-Inseln gelblich. Adulte Weibchen behalten die Färbung der Jungtiere, wohingegen bei Männchen die Farbe des Schwanzes und die Streifen verblassen. Ihr gesamter Körper nimmt eine braune Grundfarbe an mit beidseitig je einem dunkelbraunen Streifen, der von hinter dem Auge bis zum Schwanz läuft. Die Anzahl der Schuppenreihen variiert je nach Insel zwischen 24 und 34 Reihen. Morphologisch ist die Art insbesondere bei adulten Tieren nur schwer von Plestiodon marginatus zu unterscheiden. Bei Jungtieren können die beiden Arten an den hellen Längsstreifen unterschieden werden, die sich bei P. oshimensis nur bis etwa ein Drittel über den Schwanzansatz hinaus erstrecken.

## Lebensweise
Die Skinke ernähren sich von Wirbellosen wie Insekten, Spinnen und Regenwürmern, sowie von neugeborenen Geckos und Grünen Langschwanzeidechsen. Auf Takara-jima wurde auch die Skinkart Ateuchosaurus pellopleurus als Beute beobachtet. Die Weibchen legen vermutlich im Juli Gelege von etwa 7 Eiern in Erdlöcher. Die Eier haben eine weiße Farbe und einen Durchmesser von etwa 18 mm.
Als Lebensraum bevorzugen die Skinke offene Flächen wie Küstenregionen und Wiesen.

## Verbreitungsgebiet und Gefährdungsstatus
Die Art ist auf den Amami-Inseln mit Ausnahme von Yoron-jima und Okinoerabu-jima verbreitet, sowie auf den Tokara-Inseln Takara-jima, Kodakara-jima und Suwanose-jima. Das gesamte Verbreitungsgebiet auf diesen Inseln macht etwa 1157 km² aus.
Die IUCN und das Japanische Umweltministerium stufen die Art als potenziell gefährdet („Near Threatened“) ein. Eine mögliche Bedrohung sind auf den Inseln eingeführte Raubtiere wie Wiesel und Mangusten. Einige Subpopulationen sind rückläufig und insbesondere Populationen auf Kikai-jima und Suwanose-jima sind stark rückläufig.

## Systematik
Die Art wurde 1912 von Joseph C. Thompson  als Eumeces oshimensis erstbeschrieben. Zeitweise wurde sie als Unterart von Plestiodon marginatus angesehen.

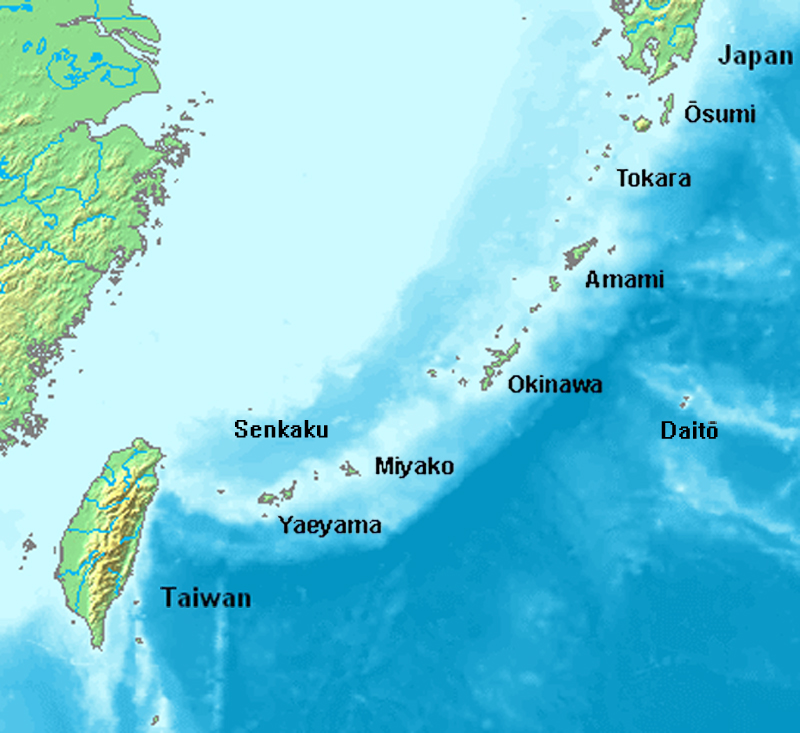
Lage der Nansei-Inselgruppen

Weitere auf den Nansei-Inseln verbreitete Arten sind:
- P. barbouri auf den Amami- und Okinawa-Inseln
- P. elegans auf den Senkaku-Inseln
- P. kishinouyei auf den Miyako- und Yaeyama-Inseln
- P. kuchinoshimensis auf Kuchinoshima im Norden der Tokara-Inseln
- P. marginatus auf den Okinawa-, Amami- und Tokara-Inseln
- P. stimpsonii auf den Yaeyama-Inseln
- P. takarai auf vier der Senkaku-Inseln